# Глєбов Валерій Васильович
Валерій Васильович Глєбов — капітан Збройних сил України. Загинув під час російського вторгнення в Україну. Герой України (2023, посмертно).

## Життєпис
Валерій Глєбов народився 3 жовтня 1970 року в Охтирці на Сумщині. З початком АТО на сході України пішов добровольцем. Від солдата дослужився до капітана. — повідомили на фейсбук-сторінці 93-ї ОМБр Холодний Яр. З першого дня повномасштабної війни капітан Валерій Глєбов захищав Охтирку, брав участь у звільненні Тростянця. Потім обіймав посаду командира роти 93-ї бригади Холодний Яр, воював під Ізюмом на Харківщині. Разом з військовослужбовцями батальйону рота, якою командував Валерій Глєбов, вела тижневий бій за важливе перехрестя перед Бахмутом, тримаючи оборону міста. Валерій Глєбов загинув 24 листопада 2022 року від мінометного обстрілу російських окупантів на 53-му році життя поблизу селища Підгороднього Соледарської міської громади Бахмутського району Донецької області. Чин прощання з офіцером відбувся 28 листопада 2022 року, відспівали військового в Успенській церкві. Загиблого поховали у рідній Охтирці.

## Родина
У загиблого залишилася мати та донька.

## Нагороди
- Звання Герой України з удостоєнням ордена «Золота Зірка» (5 травня 2023, посмертно) — за особисту мужність і героїзм, виявлені у захисті державного суверенітету та територіальної цілісності України, самовіддане служіння Українському народу.
- Орден «За мужність» III ст. (31 жовтня 2022) — за особисту мужність і самовіддані дії, виявлені у захисті державного суверенітету та територіальної цілісності України, вірність військовій присязі[8].
- Медаль «Захиснику Вітчизни» (13 березня 2022) — за особисту мужність і самовіддані дії, виявлені у захисті державного суверенітету та територіальної цілісності України, вірність військовій присязі.